# Lgota Wolbromska
Lgota Wolbromska est une localité polonaise de la gmina de Wolbrom, située dans le powiat d'Olkusz en voïvodie de Petite-Pologne.